# Cho Mi-yeon
Dans ce nom coréen, le nom de famille, Cho, précède le nom personnel.
Cho Mi-yeon (hangeul: 조미연), née le 31 janvier 1997 à Incheon, est une chanteuse et actrice sud-coréenne principalement connue pour faire partie du girl group sud-coréen I-dle, anciennement (G)I-dle, depuis 2018.

## Biographie
Avant de rejoindre Cube Entertainment, son label actuel, Miyeon a été formé pendant 5 ans par YG Entertainment avec les actuels membres de Blackpink.
Le 2 mai 2018, Miyeon fait ses débuts en tant que membre de (G)I-dle, le nouveau groupe de filles de Cube Entertainment, avec leur mini-album I Am et la chanson titre "Latata".
Le 26 octobre 2018, il a été confirmé que Miyeon se produirait lors de la cérémonie d'ouverture des finales mondiales 2018 de League of Legends, aux côtés de Soyeon, Madison Beer et Jaira Burns. Les quatre chanteuses ont chanté pour le girl groupe virtuelle K-pop K/DA, avec Miyeon prêtant sa voix à Ahri, l'une des championnes les plus connues de la League of Legends. Leur chanson « Pop/Stars » est devenue virale sur YouTube et a atteint la première place du classement de chansons étrangères World Digital Songs de Billboard.
En septembre 2020, il est annoncé que Miyeon se lancera en tant qu'actrice et fera partie du casting de la série sud-coréenne Replay : The Moment.
En février 2021, Miyeon est annoncée comme la nouvelle présentatrice de l'émission musicale M Countdown de Mnet. Après plus de deux ans et huit mois à la présentation, elle décider de quitter l'émission en novembre 2023.
Le 27 avril 2022, Miyeon fait ses débuts solo officiels et sort son premier mini-album solo intitulé My dont le titre principal est la chanson Drive.

## Discographie

### Mini-album (EP)
| Titre | Détails | Ventes                 |
| ----- | --- | ---------------------- |
| My    | - Date de sortie : 27 avril 2022 - Label : Cube Entertainment - Formats : CD, téléchargement numérique, streaming | Plus de 113 000 (Phy.) |

### Singles
| Année                                                      | Titre                             | Meilleures positions | Album              |
| Année                                                      | Titre                             | COR                  | Album              |
| Comme artiste solo                                         | Comme artiste solo                | Comme artiste solo   | Comme artiste solo |
| ---------------------------------------------------------- | --------------------------------- | -------------------- | ------------------ |
| 2022                                                       | Drive                             | 113                  | My                 |
| En featuring                                               |                                   |                      |                    |
| 2021                                                       | Side Effect (Raiden feat. Miyeon) | —                    | Love Right Back    |
| 2021                                                       | Blue Moon (Donghae feat. Miyeon)  | —                    | California Love    |
| 2021                                                       | Kitty (Kid Milli feat. Miyeon)    | —                    | Hors album         |
| "—" indique que le single ne s'est pas classé dans ce pays |                                   |                      |                    |

### Crédits musicaux
| Année | Titre         | Artiste  | Album      | Paroles | Musique |
| ----- | ------------- | -------- | ---------- | ------- | ------- |
| 2022  | Rain (소나기) | Miyeon   | My         | ✔️      | ❌      |
| 2024  | Vision        | (G)I-dle | 2          | ✔️      | ❌      |
| 2024  | Neverland     | (G)I-dle | I Sway     | ✔️      | ❌      |
| 2024  | Sky Walking   | Miyeon   | Hors album | ✔️      | ✔️      |

## Filmographie

### Films
| Année | Titre           | Titre original    | Réalisateur      | Rôle          | Note(s)         | Réf.   |
| ----- | --------------- | ----------------- | ---------------- | ------------- | --------------- | ------ |
| 2022  | Her Bucket List | 그녀의 버킷리스트 | Hwang Kyung-sung | Lee Hye-in    | Rôle secondaire | [ 11 ] |
| 2024  | Victory         | 빅토리            | Park Beom-su     | Une étudiante | Apparition      | [ 12 ] |

### Web-séries
| Année | Titre               | Titre original                | Plateforme | Rôle          | Note(s)        | Réf.   |
| ----- | ------------------- | ----------------------------- | ---------- | ------------- | -------------- | ------ |
| 2021  | Replay : The Moment | 리플레이 : 다시 시작되는 순간 | YouTube    | Yoo Ha-young  | Rôle principal | [ 13 ] |
| 2021  | Delivery            | 딜리버리                      | YouTube    | Kwak Doo-sik  | Rôle principal | [ 14 ] |
| 2021  | Adult Trainee       | 어른연습생                    | TVING      | Bang Ye-kyung | Rôle principal | [ 15 ] |